# Afrormosia

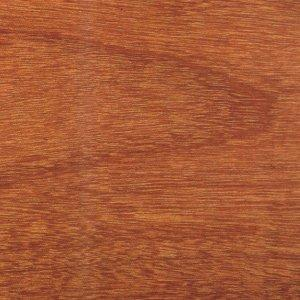
Pannello

L'afrormosia è un legno esotico usato per parquet; è una pianta molto preziosa e rara, tutelata in quanto minacciata di estinzione. Si trova in Repubblica Democratica del Congo, Repubblica del Congo, Ghana, Nigeria, Camerun.
Il nome scientifico è Pericopsis elata, della famiglia leguminosae.
L'albero raggiunge notevoli altezze (30 / 45 m) con diametro superiore anche a 1,50 m.
Il colore del legno: alburno bianco-giallastro nettamente differenziato dal durame bruno-dorato o tendente al bruno-oliva lucido. Con la stagionatura il durame assume tonalità giallastre variegate in bruno più o meno cupo.
Ha una tessitura fine e una fibratura che varia da rettilineo ad increspato.
Caratteristiche fisiche e meccaniche del legno:
- massa volumetrica a 12% di umidità: da 0,66 a 0,86 g/cm3 con valore medio di 760 kg/m3;
- ritiro: da medio a debole;
- nervosità: bassa.

Dati sulla specie legnosa:
- durezza: janca 806;
- resistenza a compressione assiale: da 570 a 750 Kp/cm2 con valore medio di 680 Kp/cm2;
- resistenza a flessione: da 1000 a 1600 Kp/cm2 con valore medio di 1300 Kp/cm2;
- modulo di elasticità a flessione: valore medio di 115.000 Kp/cm2;
- resistenza all'urto: media;
- fissilità: da media a scarsa;
- durabilità: l'alburno è di mediocre o scarsa resistenza alle alterazioni mentre il durame si comporta ottimamente e può essere considerato piuttosto durevole.